# Яфа, Георг
Георг Яфа (нем. Georg Joseph Japha; 28 августа 1834, Кёнигсберг — 25 февраля 1892, Кёльн) — немецкий скрипач. Двоюродный брат пианистки Луизы Яфа.
Окончил Лейпцигскую консерваторию (1853), ученик Фердинанда Давида и Раймунда Драйшока; затем совершенствовался в Париже под руководством Жана Дельфена Аляра.
В 1853—1863 гг. в основном работал в своём родном городе, преподавал (некоторое время у него брал уроки скрипки Герман Гётц), вместе с Адольфом Йенсеном проводил концерты камерной музыки. В то же время в 1855—1857 гг. играл в лейпцигском Оркестре Гевандхауса, некоторое время был концертмейстером во Франкфурте-на-Майне, в 1857—1858 гг. гастролировал в России как солист. После лондонских гастролей 1863 г. обосновался в Кёльне как концертмейстер Гюрцених-оркестра, выступал также как ансамблист (в том числе вместе с Густавом Холлендером). Преподавал в Кёльнской консерватории; среди его учеников, в частности, Феликс Боровский, Карл Вент и Фредерик Сток.